# Jeff Crossman
Pour les articles homonymes, voir Crossman.
Jeff Crossman (né le 3 décembre 1964 à Toronto en Ontario au Canada) est un joueur professionnel canadien de hockey sur glace.

## Biographie

### En club
Après avoir joué son hockey universitaire avec les Broncos de Western Michigan, il est repêché par les Kings de Los Angeles lors du repêchage de 1984. Ensuite, il jouera dans la Ligue américaine de hockey et la Ligue internationale de hockey sans jamais atteindre la Ligue nationale de hockey.

## Statistiques

### En club
| Saison    | Équipe                      | Ligue |    | Saison régulière | Saison régulière | Saison régulière | Saison régulière | Saison régulière |   | Séries éliminatoires | Séries éliminatoires | Séries éliminatoires | Séries éliminatoires | Séries éliminatoires |
| Saison    | Équipe                      | Ligue | PJ | B                | A                | Pts              | Pun              | PJ               | B | A                    | Pts                  | Pun                  |                      |                      |
| 1982-1983 | Broncos de Western Michigan | CCHA  | 30 | 3                | 2                | 5                | 43               | -                | - | -                    | -                    | -                    |                      |                      |
| 1983-1984 | Broncos de Western Michigan | CCHA  | 39 | 9                | 12               | 21               | 91               | -                | - | -                    | -                    | -                    |                      |                      |
| 1984-1985 | Broncos de Western Michigan | CCHA  | 35 | 5                | 12               | 17               | 87               | -                | - | -                    | -                    | -                    |                      |                      |
| 1985-1986 | Broncos de Western Michigan | CCHA  | 39 | 13               | 19               | 32               | 154              | -                | - | -                    | -                    | -                    |                      |                      |
| 1986-1987 | Nighthawks de New Haven     | LAH   | 61 | 2                | 3                | 5                | 133              | 2                | 0 | 0                    | 0                    | 20                   |                      |                      |
| 1987-1988 | Rangers du Colorado         | LIH   | 60 | 13               | 12               | 25               | 103              | 8                | 0 | 3                    | 3                    | 23                   |                      |                      |
| 1988-1989 | Oilers du Cap-Breton        | LAH   | 2  | 0                | 0                | 0                | 4                | -                | - | -                    | -                    | -                    |                      |                      |
| 1988-1989 | Rangers de Denver           | LIH   | 7  | 1                | 2                | 3                | 17               | -                | - | -                    | -                    | -                    |                      |                      |